# ژو لیخوان
ژو لیخوان (انگلیسی: Xiu Lijuan؛ زادهٔ ۲۶ اکتبر ۱۹۵۷) بازیکن بسکتبال اهل چین است.